# Clinica (struttura)

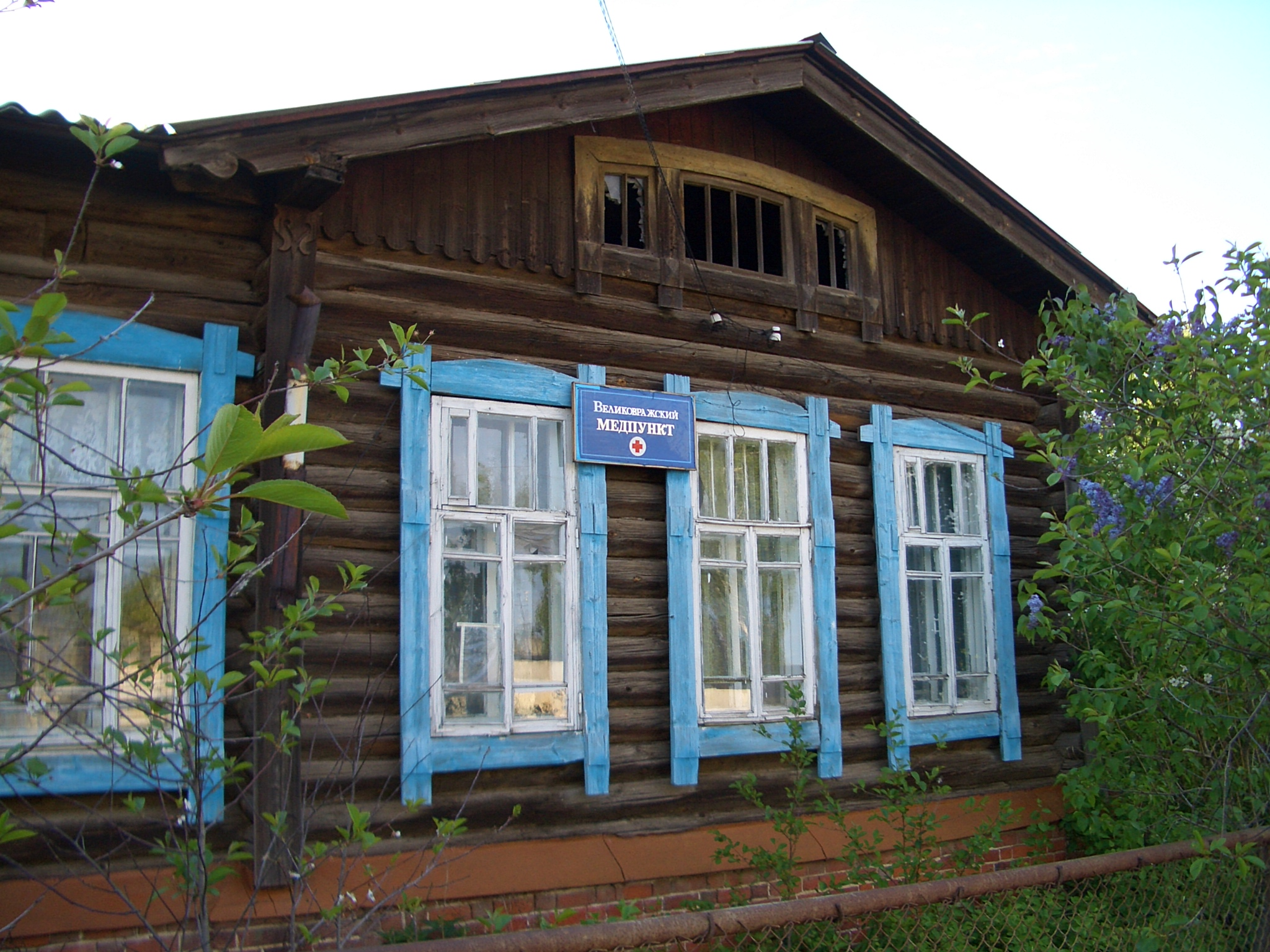
Un medpunkt (punto di accesso sanitario): fornisce assistenza sanitaria primaria ai residenti del villaggio di Velikij Vrag a Nižnij Novgorod, Russia.

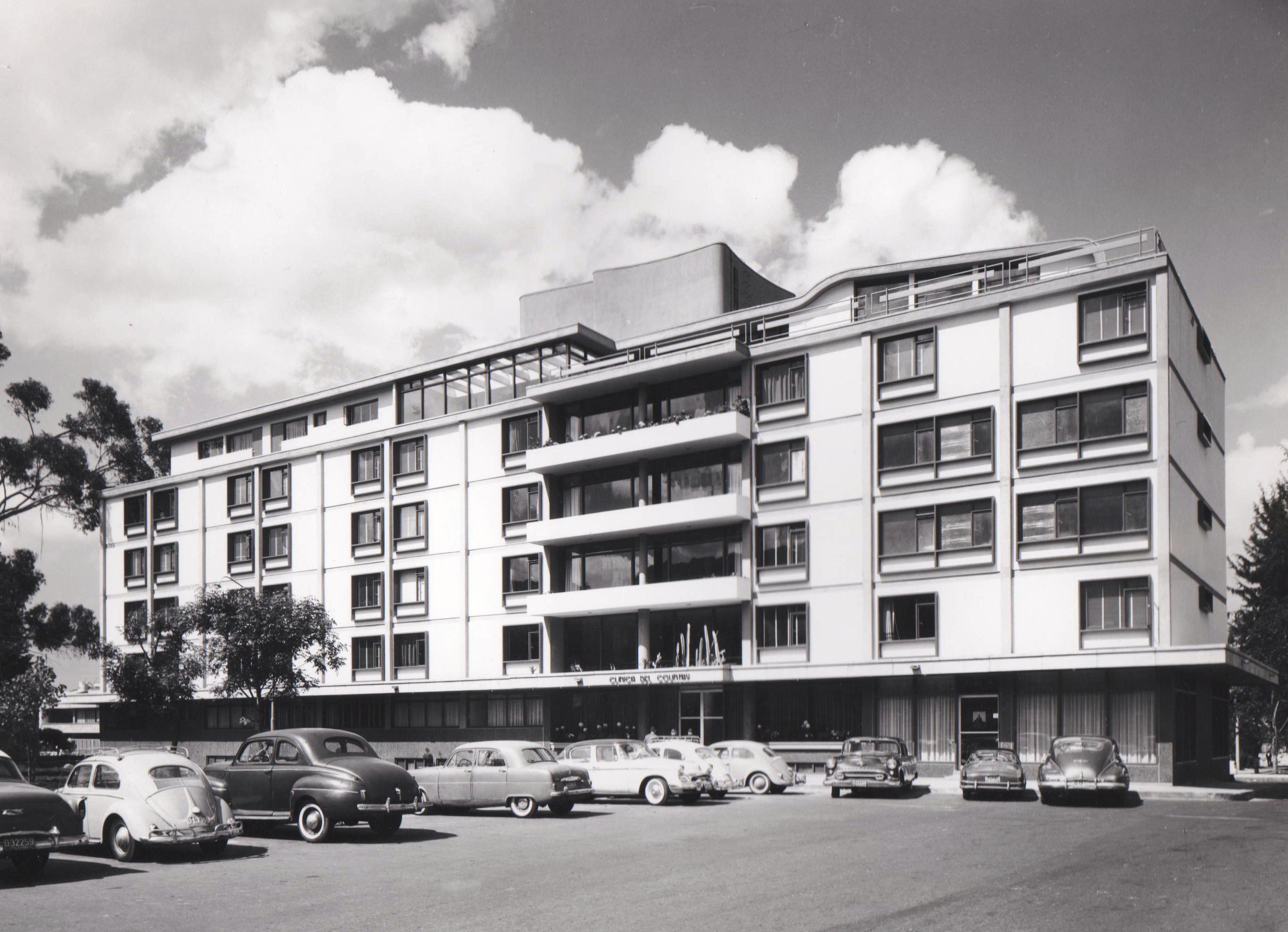
Clinica a Bogotá, progettata e costruita da Hernando Vargas Rubiano (1962).

Una clinica, o ambulatorio, è una struttura sanitaria che si concentra principalmente sulla cura dei pazienti senza necessità di permanenza nel luogo.
Il termine può anche indicare la pratica medica in generale, gestita da uno o più medici generici.

## Descrizione
Possono essere gestite privatamente o pubblicamente, in genere coprono i bisogni sanitari primari delle popolazioni nelle comunità locali, diversamente dagli ospedali, generalmente posti in strutture più grandi che offrono trattamenti specializzati presso le quali i pazienti sono trattenuti in ricovero per più giorni.
Le cliniche sono spesso associate a una pratica medica generale gestita da uno o più medici di medicina generale. Altri tipi di cliniche sono specializzate in determinate branche della medicina come quelle specializzate in terapia fisica dove operano prevalentemente fisioterapisti o cliniche di psicologia con psicologi clinici, e così via per ogni professione sanitaria. Questo può valere anche per alcuni servizi al di fuori del campo medico: ad esempio, le cliniche legali sono gestite da avvocati.
Alcune cliniche sono gestite internamente da datori di lavoro, organizzazioni governative o ospedali e alcuni servizi clinici sono esternalizzati a società private specializzate nella fornitura di servizi sanitari.

## Nel mondo
L'assistenza sanitaria in India, Cina, Russia e Africa viene fornita alle vaste aree rurali di questi Stati da cliniche mobili alcune delle quali integrano la medicina tradizionale.

### Cina
In Cina, i proprietari di tali strutture cliniche non hanno un'istruzione medica formale. Al 2011 nello Stato asiatico vi erano 659.596 cliniche per villaggio.

### Italia
In Italia esse identificano generalmente delle strutture ospedaliere o comunque sanitarie private; titolare di tale tipologia di struttura possono essere persone fisiche e/o giuridiche, è richiesto inoltre il possesso di determinati titoli di studio e l'iscrizione ad un albo professionale.

### India
In India queste cliniche tradizionali forniscono medicina ayurvedica e cure mediche a base di erbe e piante officinali.

## Galleria d'immagini

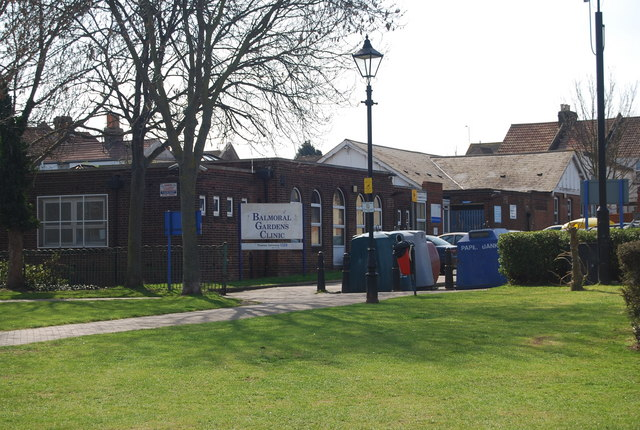
Balmoral Gardens Clinic
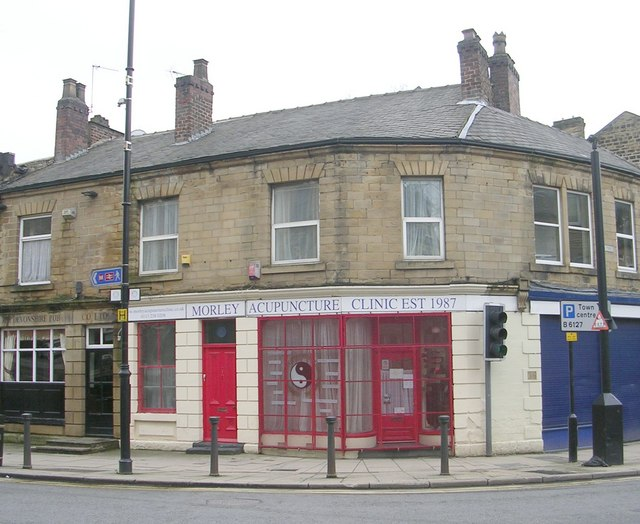
Morley Acupuncture Clinic - Cheapside
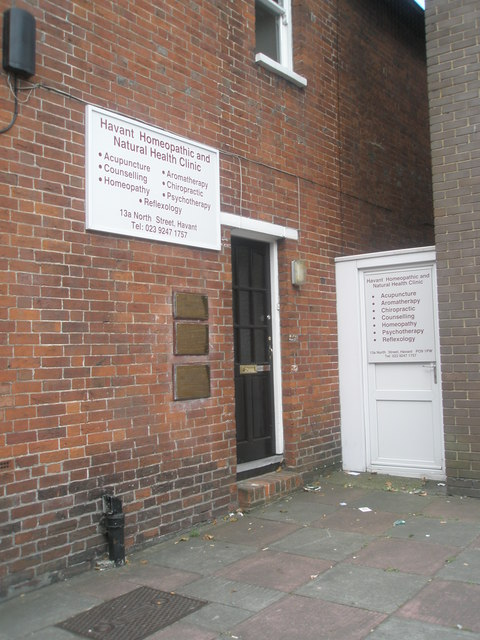
Havant Homeopathic and Natural Health Clinic
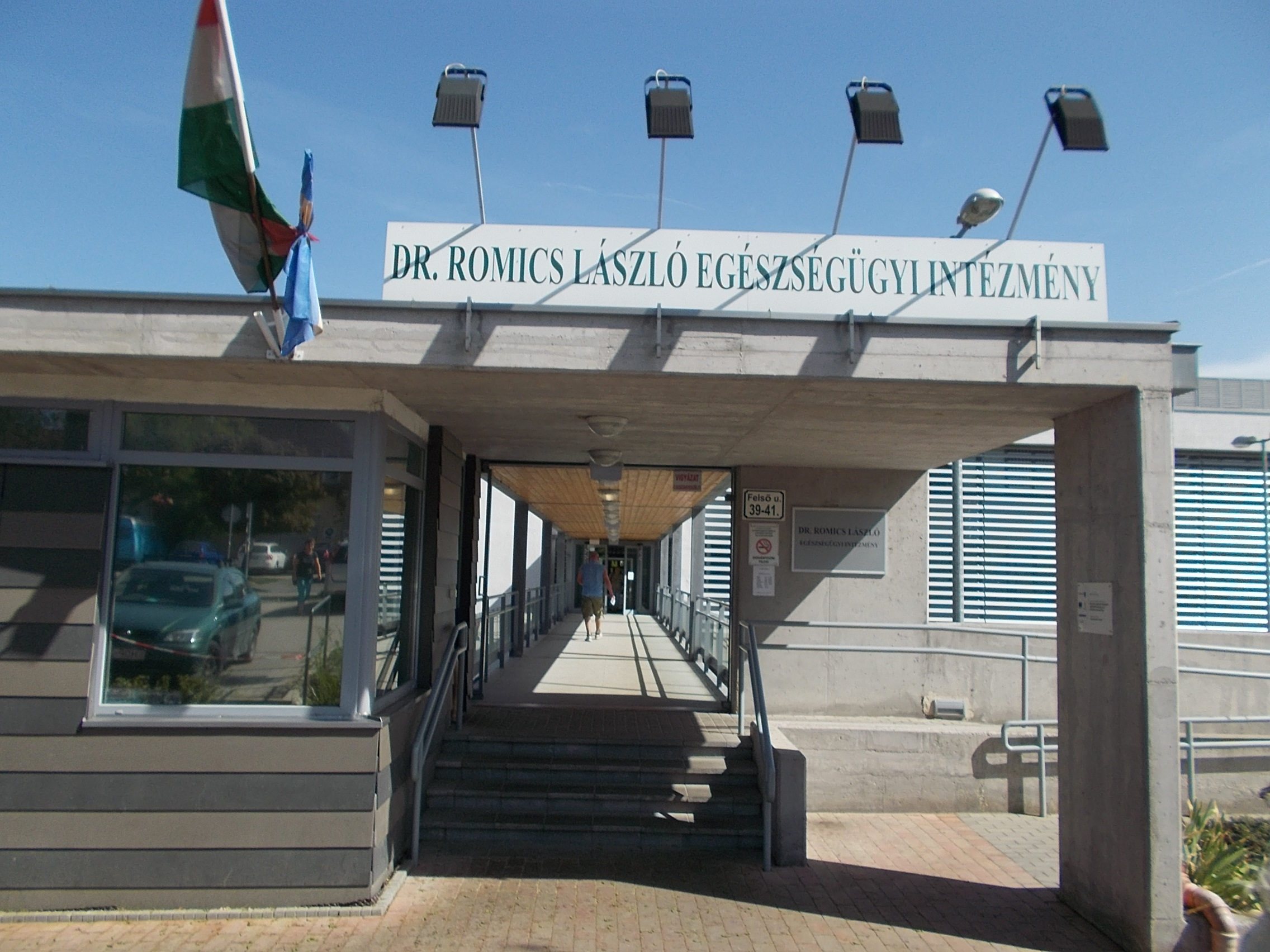
Romics László Medical Institution
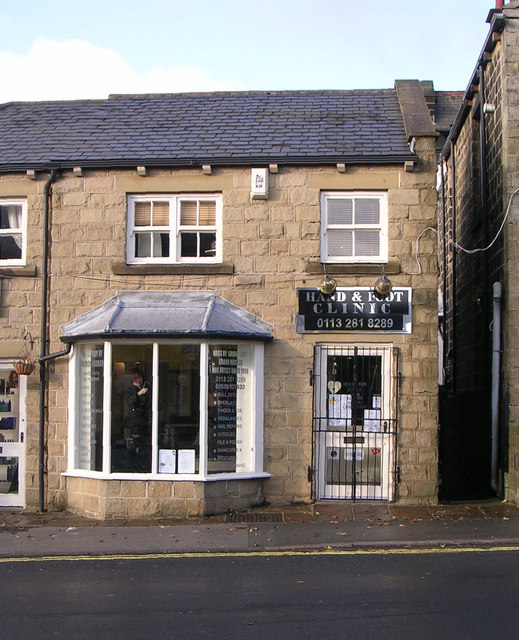
Hand and Foot Clinic - Town Street
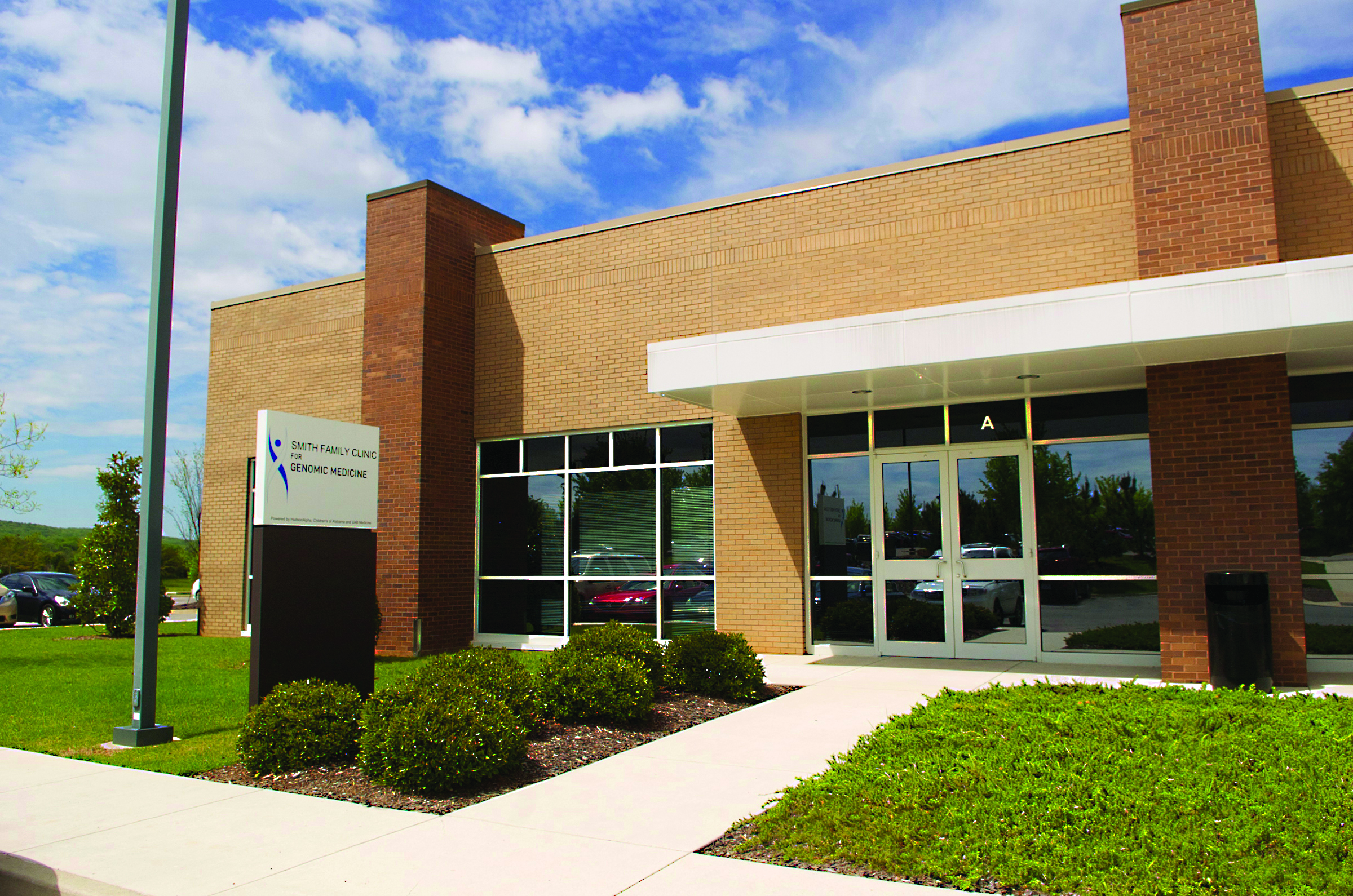
The Smith Family Clinic for Genomic Medicine is a medical clinic located in Huntsville, Ala.
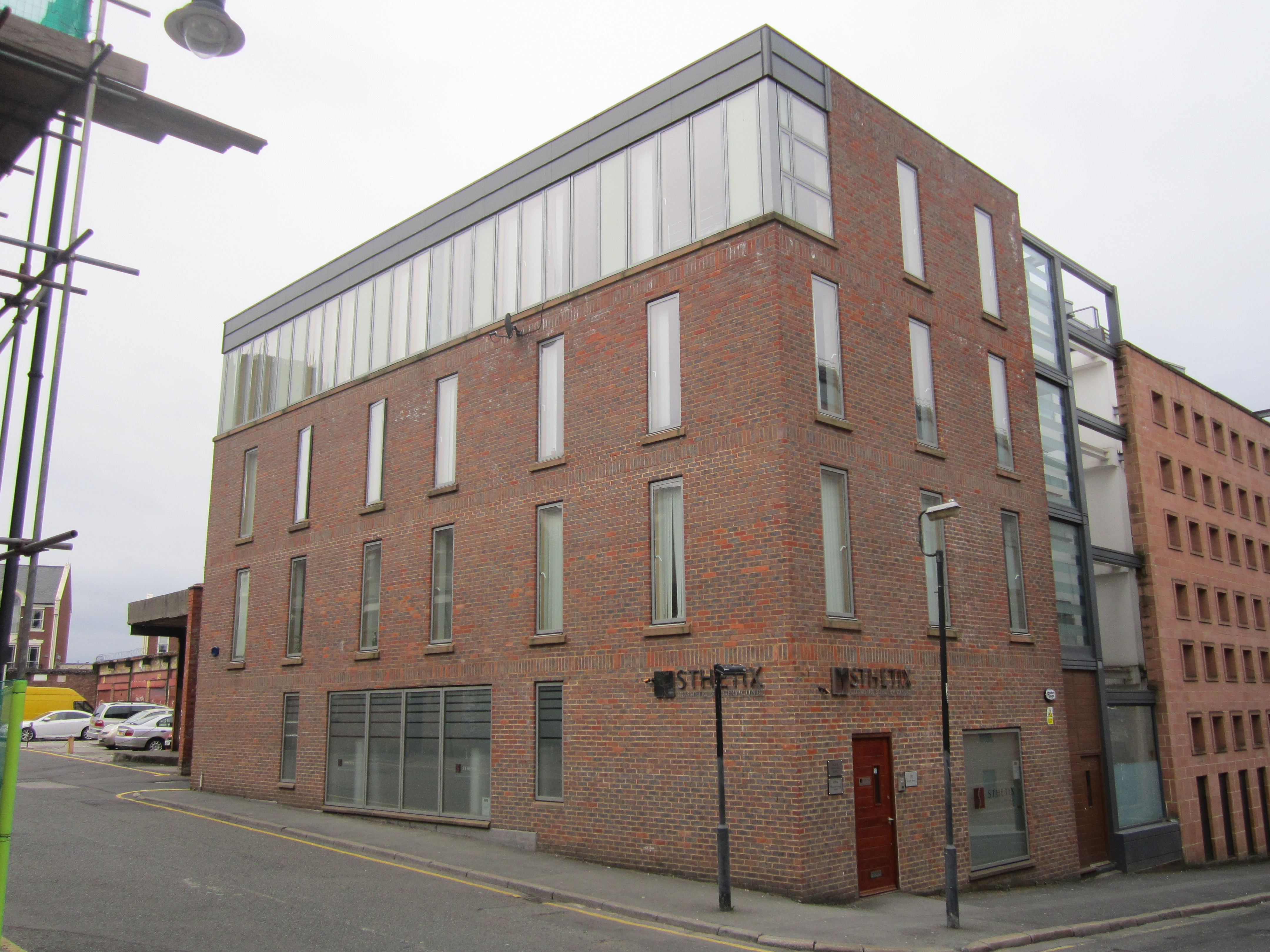
Sthetix cosmetic surgery clinic, Liverpool
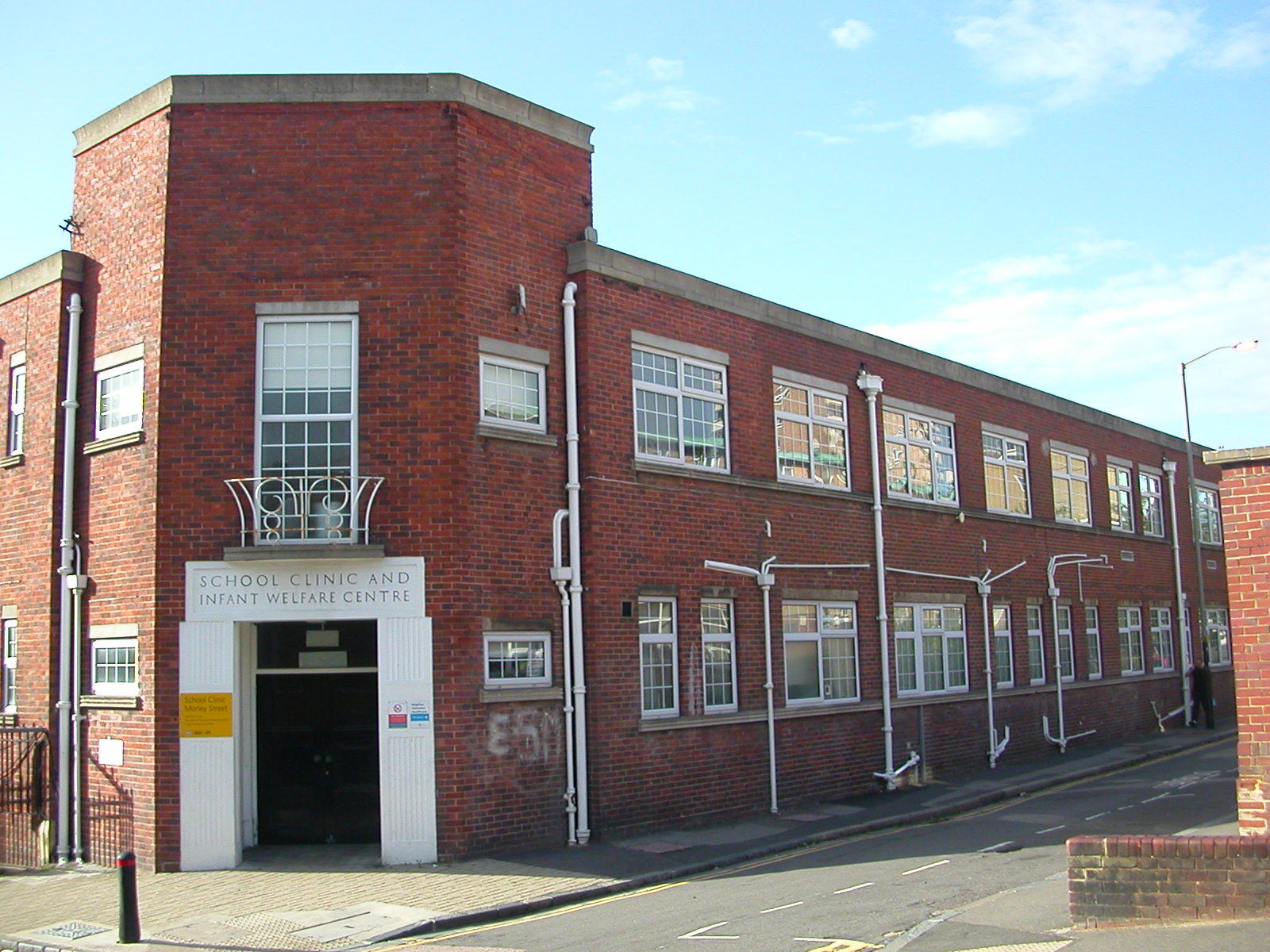
Morley Street Clinic, Carlton Hill, Brighton